# گارد پادشاه

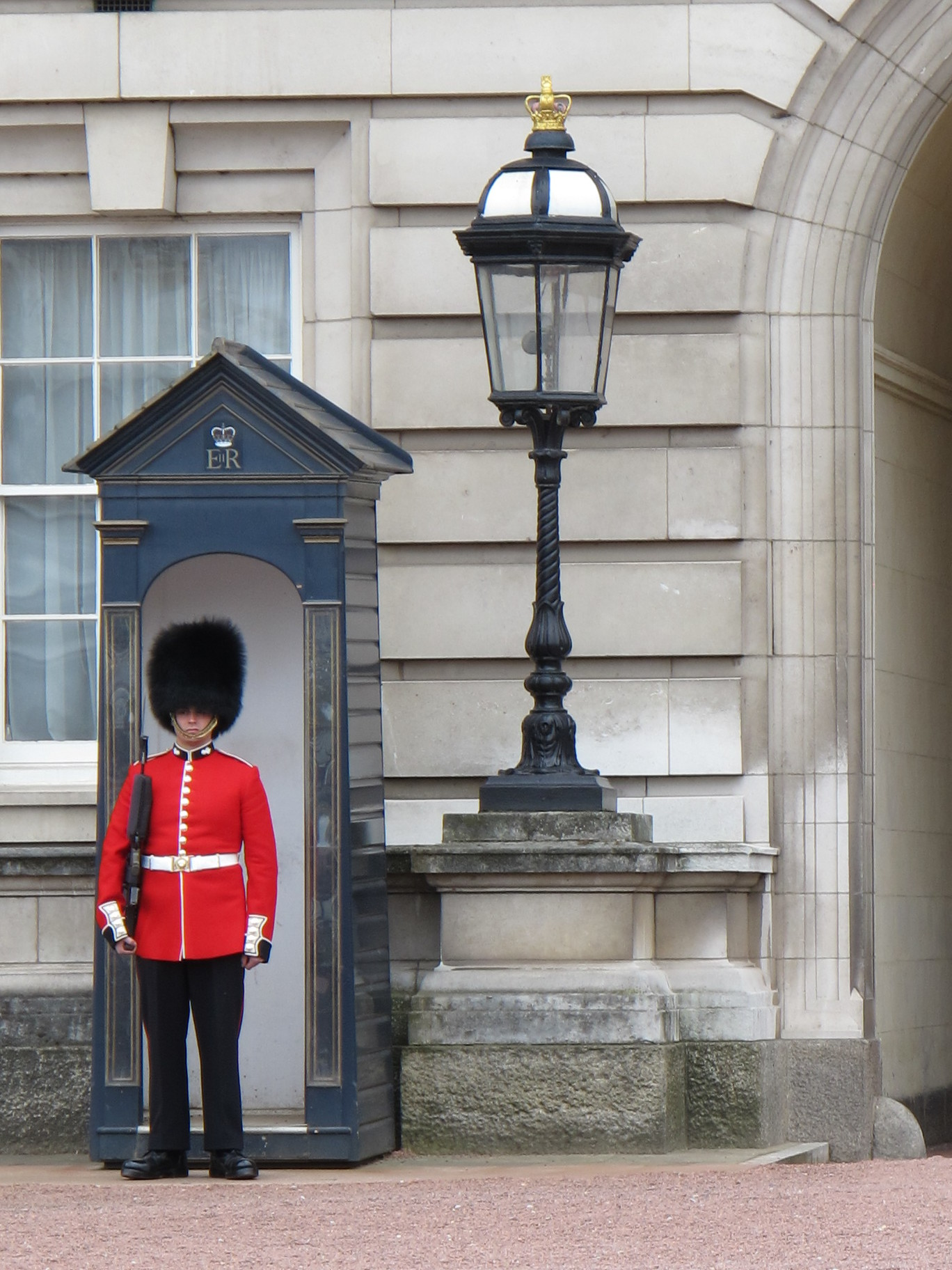
سرباز گارد ملکه در ورودی کاخ باکینگهام.

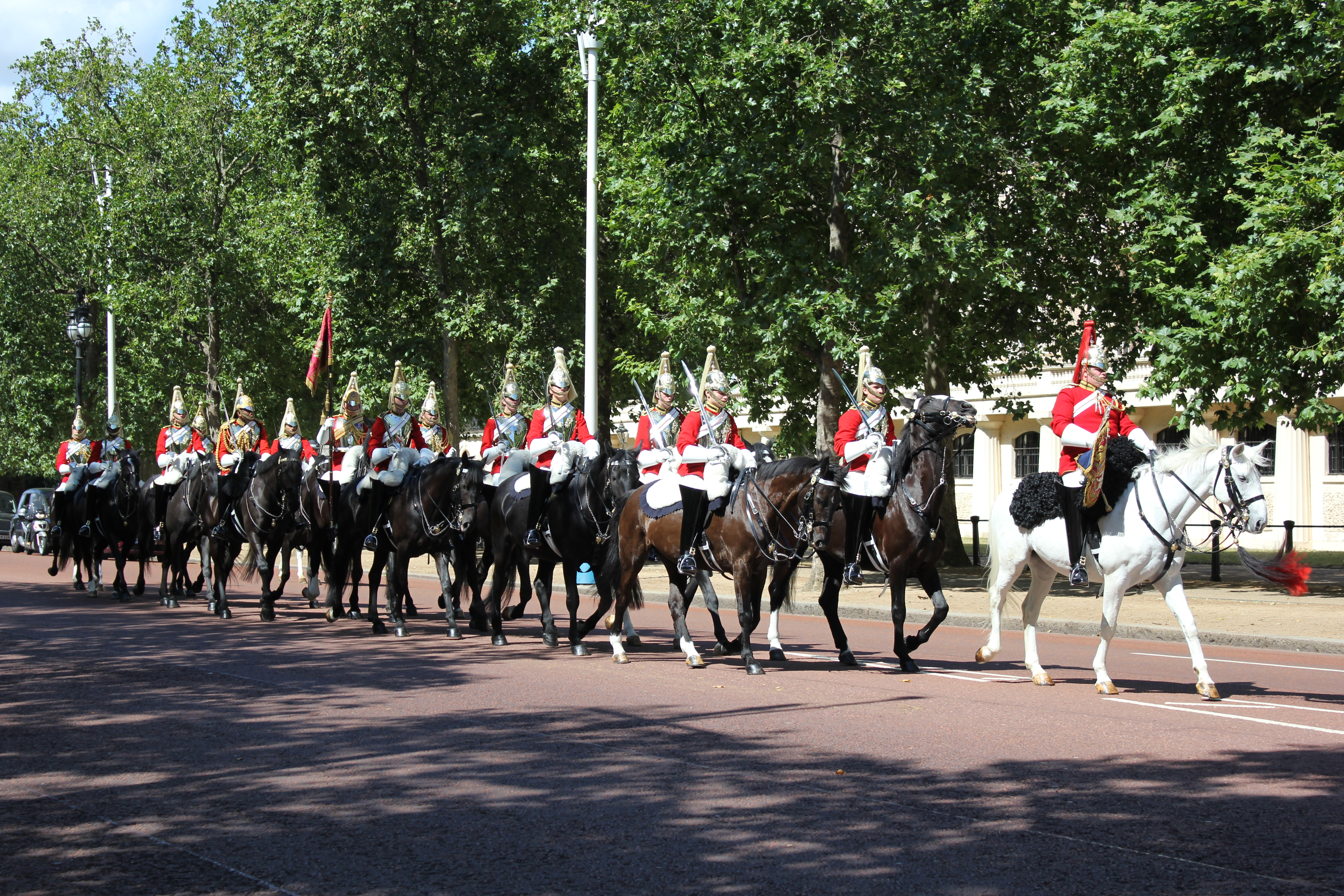
سربازان سواره‌نظام گارد ملکه در حال گشت به دور کاخ باکینگهام.

گارد پادشاه (به انگلیسی: King's Guard) یا گارد ملکه (به انگلیسی: Queen's Guard) نام یگان رسمی ویژه‌ای از واحدهای پیاده‌نظام و سواره‌نظام در ارتش پادشاهی متحد بریتانیا است که مسئولیت حفاظت از اقامتگاه‌ها رسمی و کاخ‌های مورد استفادهٔ دودمان سلطنتی بریتانیا را بر عهده دارد.

## سان و رژه
مراسم سان و رژه گارد سلطنتی ملکه از مراسم اصلی روز تولد رسمی الیزابت دوم، ملکه بریتانیاست که هرساله در دومین شنبه ماه ژوئن برگزار می‌شد.